# Cuatro grandes novelas clásicas

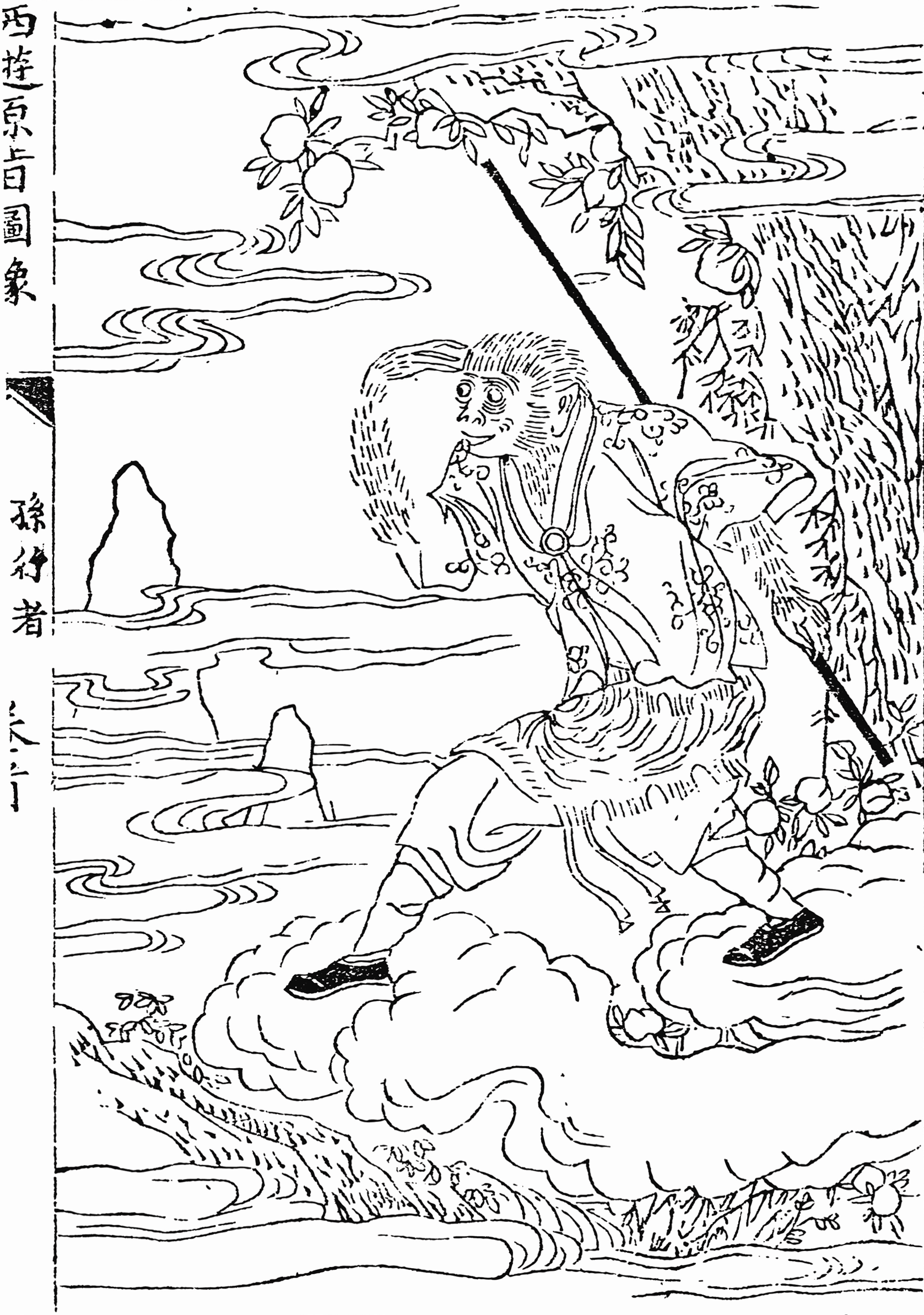
Ilustración de Viaje al Oeste.

Las cuatro grandes novelas clásicas (en chino, 四大名著; pinyin, sì dà míng zhù) son cuatro novelas comúnmente consideradas por los estudiosos como las más influyentes obras de ficción de la era premoderna china. Datadas de las dinastías Ming y Qing, se encuentran entre las novelas más largas y antiguas del mundo.
El término fue propuesto por el sinólogo estadounidense Andrew H. Plaks en 1987, en su libro Four Masterworks of the Ming Novel, con el que ganó el premio Joseph Levenson. En su selección Planks empleó como referencia principal la obra de C. T. Hsia. Sin embargo, otros autores como Paul Ropp, han argumentado que deberían ser también incluidas las novelas Jin Ping Mei de Lanling Xiaoxiao Sheng e Historia del Bosque de los Letrados de Wu Jingzi.
Según la propuesta de Plaks, que ha sido ampliamente adoptada, estas cuatro obras de la literatura china son:
- Romance de los Tres Reinos (1330) de Luo Guanzhong.
- Bandidos del pantano (1373?) de Shi Nai'an.
- Viaje al Oeste (1590) atribuido a Wu Cheng'en.
- Sueño en el pabellón rojo (1792) de Cao Xueqin.